# Літотрофи
Літотрофи — організми, що використовують неорганічні речовини (зазвичай мінерального походження), як відновлюючі агенти для використання в біосинтезі (наприклад, фіксації вуглекислоти) або для збереження енергії через аеробне або анаеробне дихання. Літотрофи — винятково мікроорганізми, макрофауна не має можливості використовувати неорганічні суміші як джерела енергії, але може отримати таку властивість завдяки прокаріотичним симбіонтам (наприклад хемолітотрофні бактерії в глибоководних морських черв'яках або пластиди, що утворилися з колишніх фотолітотрофних ціанобактерій, в рослинах). Літотрофи належать або до домену Бактерії, або Археї. Термін «літотроф» походить від грец. lithos — «скеля» і troph — «споживач», буквально він може означати «споживач скель». Багато літотрофів є екстремофілами, але це не є загальним правилом.
Літотрофи споживають відновлені хімічні сполуки (донори електрона). У хемолітотрофів, ці сполуки — електронні донори — окислюються в клітинах, а електрони прямують через дихальний ланцюжок, кінець кінцем виробляючи АТФ. Електронним акцептором може бути кисень (в аеробних бактерій), але багато інших акцепторів електрона, органічних і неорганічних, також використовуються різними видами. Фотолітотрофи отримують енергію від світла і тому використовують неорганічні донори електрону тільки для проведення реакцій біосинтезу (наприклад фіксації вуглекислоти у літоавтотрофів).
Літотрофні бактерії не можуть використовувати своє неорганічне джерело енергії як джерело вуглецю для біосинтезу, тому що можливі електронні донори не містять вуглецю. Вони вибирають одну з наступних можливостей:
- Літогетеротрофи не мають можливості проводити фіксацію вуглекислоти і повинні споживати додаткові органічні сполуки для того, щоб окремо розчиняти їх і використовувати як джерело вуглецю. Дуже небагато бактерій повністю гетеролітотрофні.
- Літоавтотрофи можуть використовувати вуглекислоту повітря як джерело вуглецю, таким же чином, як і рослини (також відомі як літоавтотрофи).
- Міксотрофи використовують органічний матеріал, щоб доповнити їх фіксацію вуглекислоти (суміш попередніх типів). Більшість літитрофів вважаються міксотрофними стосовно їх обміну вуглецю.

На додаток до цієї класифікації, літотрофи відрізняються початковим джерелом енергії, яке ініціює виробництво АТФ:
- Хемолітотрофи використовують неорганічні сполуки для аеробного чи анаеробного дихання. Енергія, що виробляється окисленням цих сполук, достатня для виробництва АТФ. Деякі з електронів від неорганічних донорів також потрібні в біосинтезі. Здебільшого, потрібна додаткова енергія для перетворення цих відновлювальних еквівалентів до форм з хімічним потенціалам потрібним для біосинтезу (здебільшого NADH або NADPH), що здійснюється у реакціях зворотної передачі електрона.
- Фотолітотрофи використовують світло як додаткове джерело енергії. Ці бактерії є фотосинтезуючими. Фотолітотрофні бактерії знайдені серед пурпурових бактерій (наприклад Chromatiaceae(інші мови)), зелених бактерій(інші мови) (Chlorobiaceae і Chloroflexaceae(інші мови)) і ціанобактерій. Електрони, отримані від донорів електронів (пурпурові та зелені бактерії окислюють сульфід, сірку, сульфіт, залізо або водень, ціанобактерії отримують відновлювальні еквіваленти від води, тобто окислюють воду до кисню), не використовуються для виробництва АТФ (поки є світло); вони використовуються в біосинтетичних реакціях. Деякі фотолітотрофи переключаються на хемолітотрофний метаболізм, якщо світла недостатньо.

Протилежні літотрофам — органотрофи — організми, які отримують енергію від травлення органічних сполук.